# Miroslav Janota (zápasník)
Miroslav Janota (* 19. března 1948 Teplice, Československo) je bývalý československý reprezentant v řecko-římském zápasu.
Ve věku 15 až 18 let získal 5x titul přeborníka ČSSR ve starším dorostu v zápasu řecko-římském a ve volném stylu.
Třikrát startoval na olympijských hrách vždy v kategorii do 82 kg. V roce 1972 v Mnichově obsadil 4. místo v roce 1976 v Montrealu obsadil 5. místo a v roce 1980 v Moskvě 8. místo. V roce 1973 obsadil třetí místo na mistrovství světa a v roce 1972 byl třetí na mistrovství Evropy. Devětkrát se stal mistrem Československa.
V letech 1985 až 1988 byl reprezentačním trenérem ČSSR v zápasu řecko-římském.
V letech 1993 až 2007 zastával funkci předsedy teplického zápasnického oddílu.